# Hudson’s Bay Company
Die Hudson’s Bay Company (HBC, französisch Compagnie de la Baie d’Hudson) war ein kanadisches Handelsunternehmen, das 1670 mit einem Privileg des Königs von England, Schottland und Irland gegründet wurde.
Die Hudson’s Bay Company war bis zur Einstellung des Geschäftsbetriebs im Juni 2025 das älteste eingetragene Unternehmen in Kanada. Von ihrem langjährigen Hauptquartier in York Factory an der Hudson Bay aus kontrollierte sie einige Jahrhunderte lang den Pelzhandel in großen Teilen des britisch beherrschten Nordamerika. Sie unternahm frühe Erkundungen und wirkte in vielen Gebieten des Kontinents als britische De-facto-Regierung, bevor die Besiedlung in großem Stil einsetzte. Ihre Händler und Pelzjäger bauten frühzeitig Beziehungen zu vielen Indianergruppen auf. Ihr Netzwerk von Handelsposten stellte den Kern der späteren offiziellen Behörden im westlichen Kanada und den USA dar. Im späten 19. Jahrhundert wurde ihr riesiges Territorium zur größten Komponente des neu gebildeten Dominion Kanada, in dem die Gesellschaft der größte private Landbesitzer war. Während des damaligen Niedergangs des Pelzhandels entwickelte sich das Unternehmen zu einer Handelsgesellschaft, die lebenswichtige Güter an die Siedler im kanadischen Westen verkaufte. Bis zur Einstellung ihres Geschäftsbetriebs im Juni 2025 war die Gesellschaft für ihre Warenhäuser unter der Marke Hudson’s Bay in ganz Kanada bekannt.

## Geschichte

### Frühe Jahre

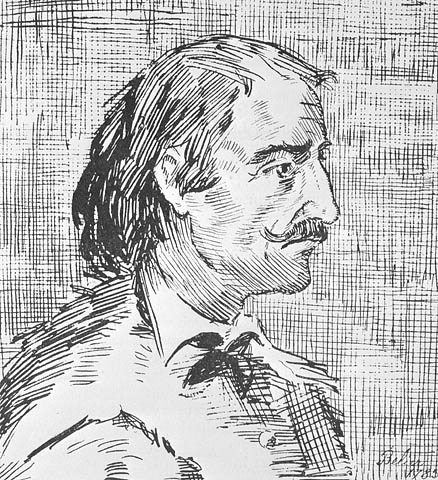
Pierre-Esprit Radisson, einer der Gründer der HBC

Im 17. Jahrhundert hatten die Franzosen ein Monopol auf den kanadischen Fellhandel. Zwei französische Händler jedoch, Pierre-Esprit Radisson und Médard des Groseilliers, wechselten zu den Engländern und berichteten ihnen von einer Route zu den reichen Handelsgebieten nördlich und westlich des Oberen Sees, die von Norden aus durch die Hudson Bay erreicht werden konnten anstatt über Land von Neufrankreich aus. Die Engländer entsandten 1669 eine erfolgreiche Expedition.
Am 2. Mai 1670 wurde die Hudson’s Bay Company – ihr vollständiger Name lautete: Governor and Company of Adventurers of England trading into Hudson’s Bay – mit einer königlichen Urkunde von Karl II. gegründet. Ihr Vorsitzender hieß Governor, die Anteilseigner hießen proprietors (Besitzer). In ihren Versammlungen, den general courts, wählten sie den Governor, seinen Vertreter (deputy governor) und den Vorstand, Board of Directors genannt. Die Anteile durften nur mit ihrer Genehmigung und der des Governors verkauft werden, eine Bestimmung, die bis 1863 Bestand hatte. Die Urkunde gewährte dem Unternehmen das Monopol auf den Handel mit den Indianern, insbesondere auf den Fellhandel, in dem Gebiet, das von den Flüssen entwässert wird, die in die Hudson Bay münden. Dieses Gebiet wurde bekannt als „Rupertsland“, benannt nach dem ersten Direktor der Gesellschaft, Prinz Ruprecht von der Pfalz. Es umfasste 3,9 Millionen km² im Wassereinzugsgebiet der Hudson Bay – mehr als ein Drittel des heutigen Kanada – und erstreckte sich bis in den nördlichen mittleren Westen der USA. Die genauen Grenzen waren jedoch in jener Zeit unbekannt.

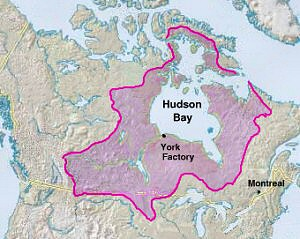
Rupertsland

Das Unternehmen begründete sein erstes Hauptquartier in Fort Nelson, später in York Factory umbenannt, an der Mündung des Nelson River im heutigen nordöstlichen Manitoba. Der Ort bot bequemen Zugang zum Fort über die ausgedehnten Fluss-Systeme des Saskatchewan und Red River (Rivière Rouge). An der Südküste der Hudson Bay in Manitoba und im heutigen Ontario und Québec wurden bald weitere Außenposten errichtet. Sie wurden Faktoreien genannt und arbeiteten nach Art der holländischen Fellhändler in Nieuw Nederland. Im Frühling und Sommer kamen die einheimischen Händler, die den größten Teil des eigentlichen Fallenstellens erledigten, mit dem Kanu zu den Forts, um dort ihre Felle zu verkaufen. Im Austausch dafür bekamen sie üblicherweise metallene Werkzeuge und Jagdwaffen. Diese importierte die Gesellschaft häufig aus Deutschland, das zu jener Zeit das Zentrum für billige Produktion war. Dieses frühe Modell der küstennahen Faktoreien stand im Gegensatz zum System der Franzosen, die ein umfangreiches Netz von Posten im Landesinneren errichteten und Händler aussandten, die bei den Stämmen der Region lebten.
Der konservative Aufbau des Faktorei-Systems enttäuschte die Gründer der Gesellschaft, Radisson und Des Groseilliers, die auf kühnere Erforschung des Landesinneren drangen. 1674 wechselten sie wieder zu den Franzosen und gründeten 1682 La Compagnie du Nord, um direkt mit der HBC zu konkurrieren. Nachdem in den 1680er Jahren in Europa ein Krieg zwischen England und Frankreich ausgebrochen war, entsandten beide Nationen regelmäßig Expeditionen, um Fellhandelsposten der anderen zu überfallen und zu erobern. Im März 1686 entsandten die Franzosen unter dem Chevalier des Troyes über 1300 Kilometer einen Stoßtrupp, der die Außenposten der Gesellschaft entlang der James Bay einnehmen sollte. Die Franzosen ernannten Pierre Le Moyne d’Iberville zum Kommandeur der eroberten Posten. 1697 befehligte d’Iberville einen See-Überfall auf das Hauptquartier der Gesellschaft in York Factory. Auf dem Weg zum Fort besiegte er im Seegefecht in der Hudson Bay drei Schiffe der Royal Navy. Dies war die größte Seeschlacht in der Geschichte der nordamerikanischen Arktis. D’Ibervilles erschöpfte französische Streitmacht eroberte York Factory mit einer List: Er belagerte das Fort und erweckte den Anschein, eine viel größere Armee zu haben. Im darauffolgenden Jahrzehnt wechselte York Factory mehrfach den Besitzer. Mit dem Frieden von Utrecht wurde es 1713 endgültig an die Engländer abgetreten. Danach erbaute es die Gesellschaft erneut als sternförmiges Fort aus Ziegelsteinen an der Mündung des nahe gelegenen Hayes River. Dies war noch bis ins Jahr 2025 ihr Standort.

### 19. Jahrhundert

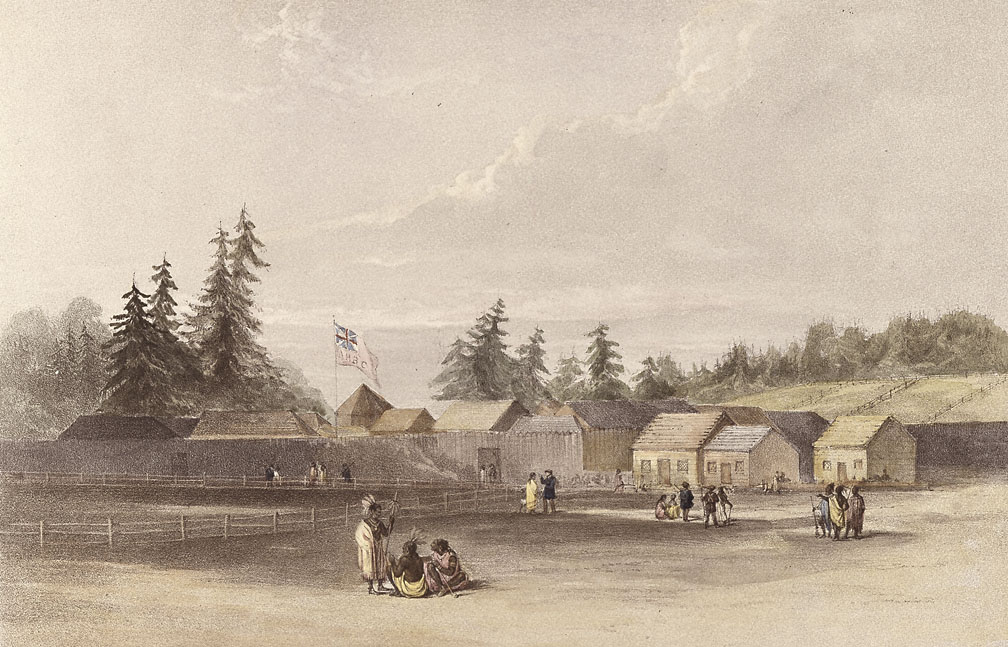
Fort Vancouver, ehemaliges Hauptquartier der HBC (1845)

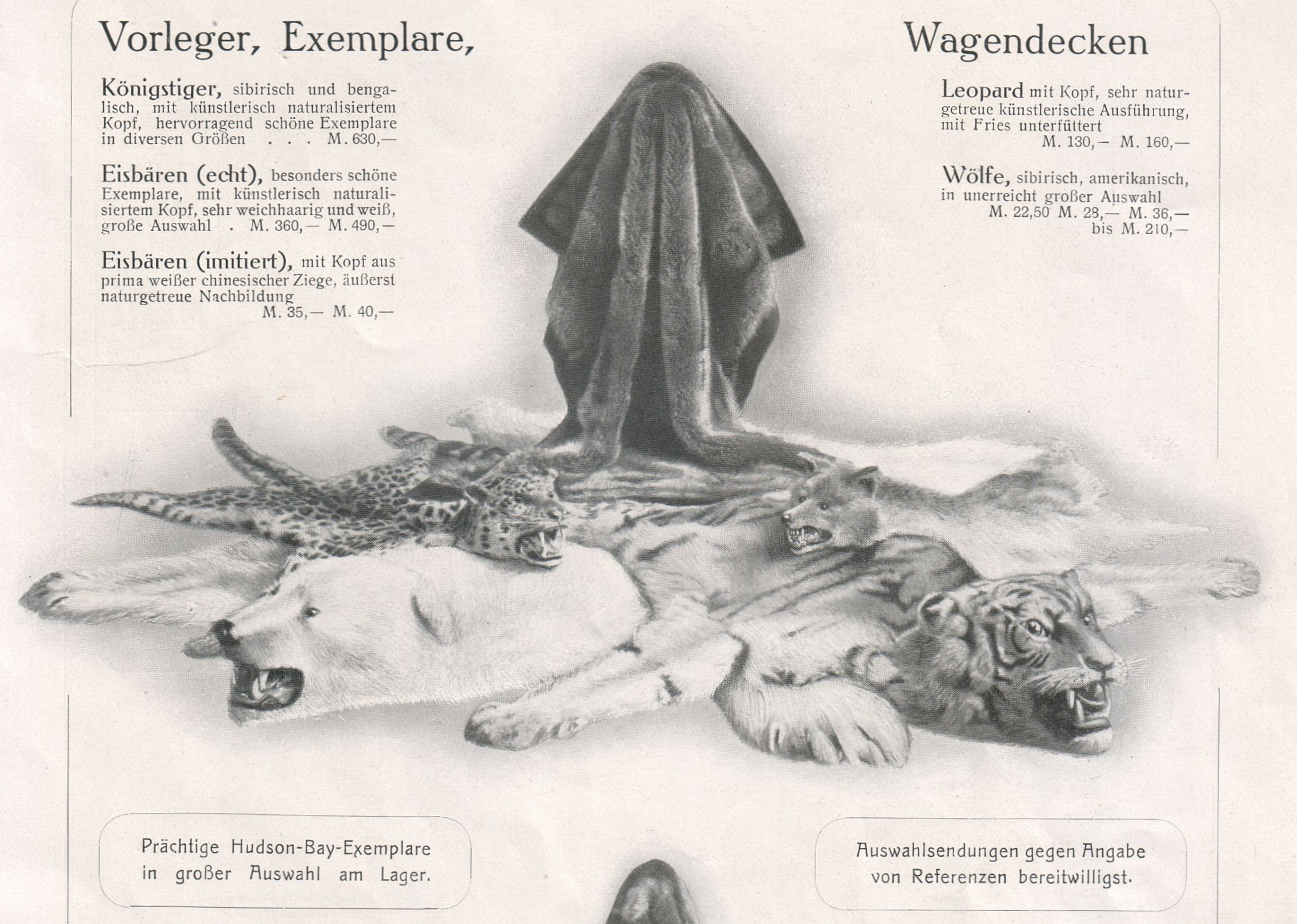
Auszug aus dem Modewarenkatalog der Fa. C. A. Herpich Söhne (Berlin) mit dem Hinweis „prächtige Hudson-Bay-Exemplare in großer Auswahl am Lager“ (1910)

Anfang des 19. Jahrhunderts begann die Hudson’s Bay Company ihren Charakter als reine Handelsgesellschaft zu verändern. So erwarb sie 1811 erstmals Grund und Boden im Assiniboine Basin, um es an einen ihrer Anteilseigner, den Earl of Selkirk zu veräußern.
Die Hudson’s Bay Company wurde 1821 mit der North West Company aus Montréal vereinigt. Ihr gemeinsames Territorium wurde durch eine Lizenz um die Nordwest-Territorien erweitert. Es reichte im Norden bis zum Arktischen Ozean und im Westen bis zum Pazifik.
In den 1820er und 30er Jahren kontrollierte die Gesellschaft von ihrem Hauptquartier Fort Vancouver am Columbia aus beinahe den kompletten Handel im Oregon Land, wobei sie, trotz Bedenken, Alkohol als Lockmittel für die indianischen Pelzjäger nutzte. Obwohl die Staatsgewalt über das Gebiet nominell gemeinsam von den USA und Großbritannien entsprechend der anglo-amerikanischen Übereinkunft von 1818 ausgeübt wurde, war es die Politik der Gesellschaft unter ihrem Leiter John McLoughlin, amerikanische Ansiedlungen in dem Gebiet aktiv zu entmutigen. Das wirksame Handelsmonopol der Gesellschaft verbot praktisch jede Ansiedlung. In den frühen 1840er Jahren errichtete sie einen Außenposten in Fort Hall im heutigen Idaho an der Route des Oregon Trail. Der Leiter dieses Außenpostens stellte verlassene Fuhrwerke von entmutigten Siedlern aus. Der Würgegriff der Gesellschaft um diese Region wurde durch den ersten großen Wagenzug gebrochen, der unter Führung von Marcus Whitman 1843 Oregon erreichte. In den folgenden Jahren strömten tausende von Siedlern in das Willamette-Tal. 1846 erlangten die USA im Oregon-Kompromiss die volle Gewalt über die meisten besiedelten Gebiete des Oregon Country, die südlich des 49. Breitengrades lagen. McLoughlin, der einst als Gesellschafts-Direktor mögliche Siedler abgewiesen hatte, hieß sie nun von seinem Warenhaus in Oregon City aus willkommen. Er wurde später zum „Vater Oregons“ proklamiert. Die Gesellschaft hat heute keine Niederlassung mehr im Nordwesten der USA.
Das Handelsmonopol der Gesellschaft wurde auch durch den Handel der Selkirk-Kolonie mit den Vereinigten Staaten über die Red River Trails bedroht und war bis Mitte des 19. Jahrhunderts faktisch gebrochen. 1836 übernahm die Company das Land von Sir Selkirk und verwaltete es bis 1870. In diesem Jahr wurde die Gesellschaft für die Abtretung ihrer Vorrechte in einem großen Teil Kanadas mit Land rund um ihre Handelsposten entschädigt. Mehrere Jahrzehnte trat sie vor allem im Westen als Agrargesellschaft auf und erwarb über die Puget Sound Company Ackerland.
Wegen der früheren Monopolbestrebungen, der Unterdrückung jeglicher Konkurrenz und des quasi-staatlichen Auftretens und Selbstverständnisses wurde/wird das Kürzel „HBC“ von Kanadiern spöttisch-ironisch auch als „Here Before Christ“ gelesen.
1869 erklärte sich die Gesellschaft bereit, ihr kanadisches Gebiet, vor allem Rupertsland, in der so genannten Deed of Surrender an Kanada abzutreten. 1870 wurde das Handelsmonopol abgeschafft und der Handel in dieser Region für jeden Unternehmer geöffnet. Außerdem verlor die Gesellschaft Rupertsland, das an die kanadische Regierung verkauft wurde.

### Moderne Aktivitäten

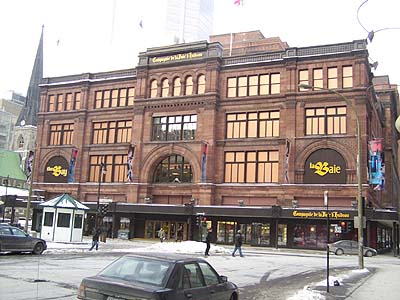
Warenhaus La Baie der Hudson’s Bay Company in Montréal

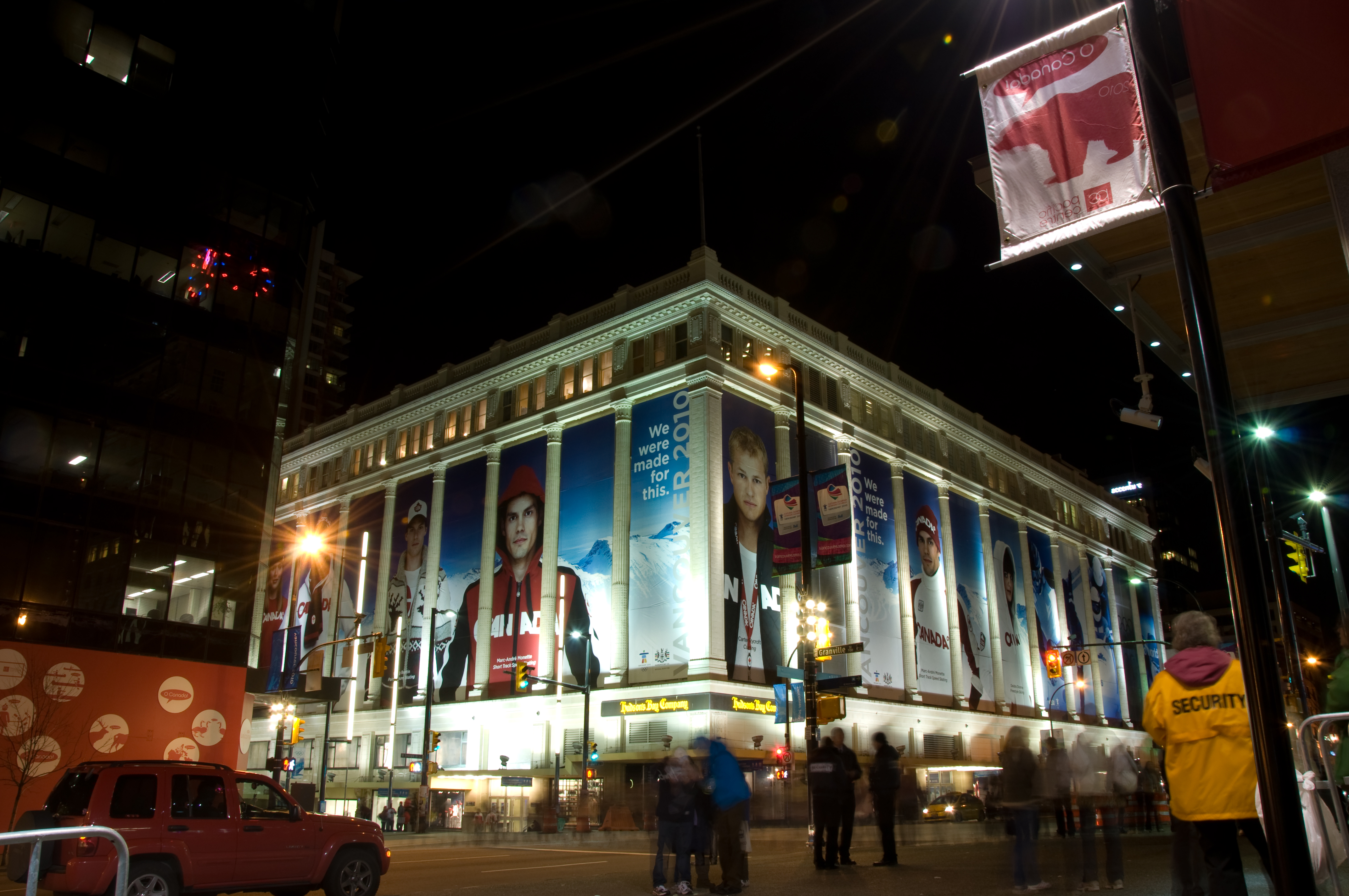
The Bay in Vancouver, Kanada, 2010

Das Wappen-Logo bis 2012

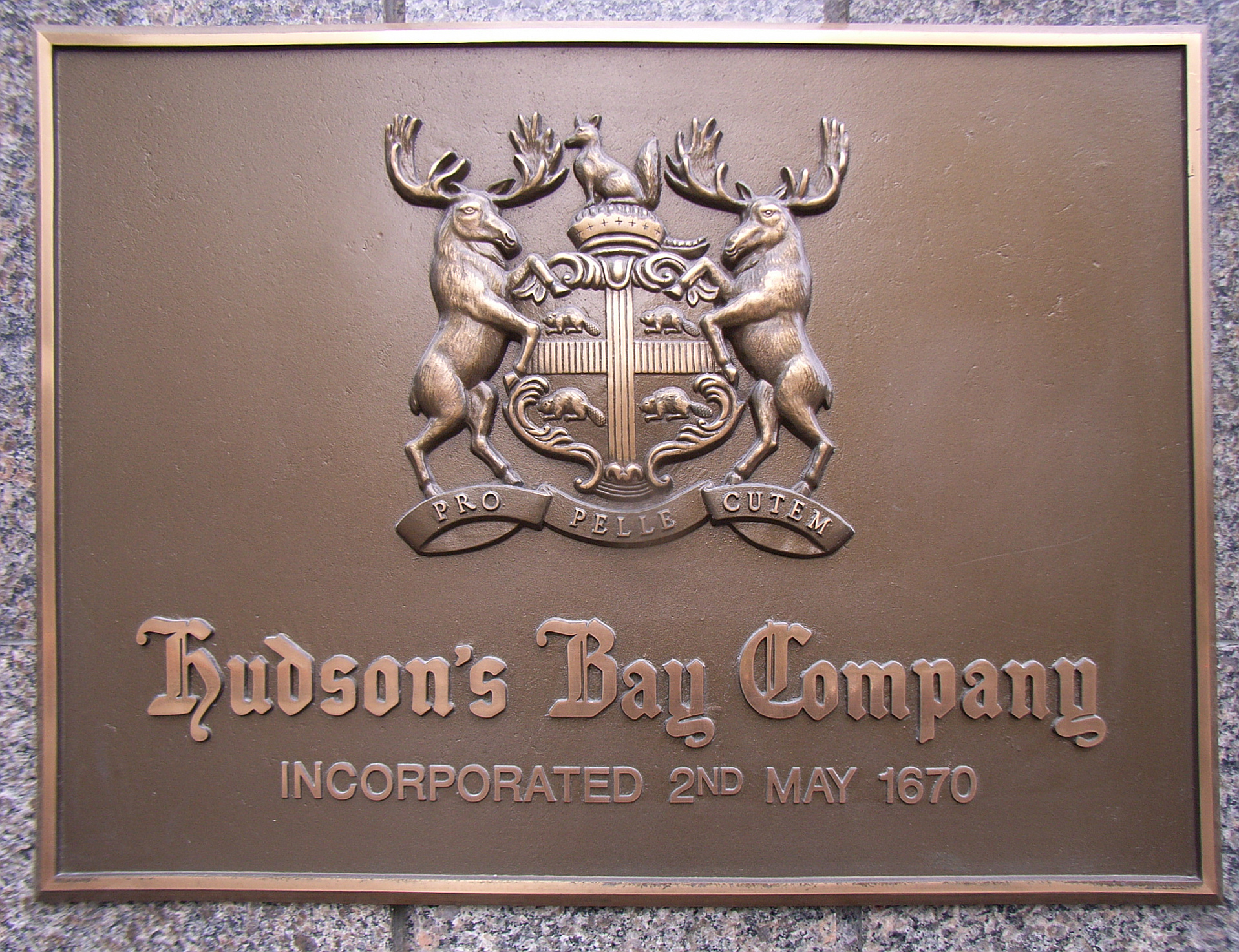
Das Wappen in der Fassung um das Jahr 2000

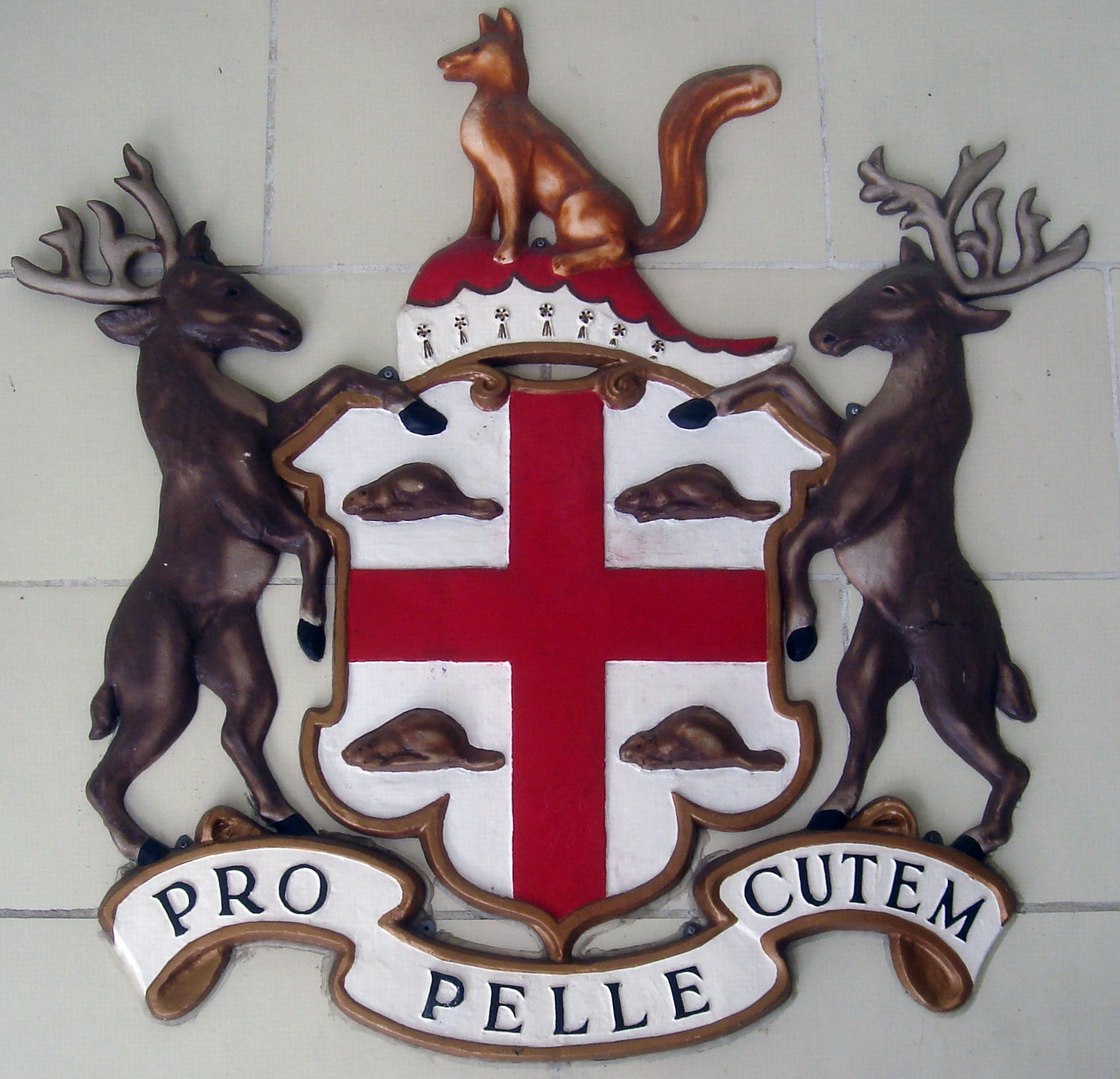
Frühere Version des Wappens mit dem Wahlspruch „pro pelle cutem“ („für Fell gebe ich meine Haut“)

Ein Aspekt der Gesellschaft waren die Läden der Hudson’s Bay Company, Handelsstützpunkte, die in ganz Nord-Kanada errichtet worden waren. Der letzte von elf dieser Läden wurde 1926 in Winnipeg eröffnet. Bis in das Jahr 2025 war dies der einzig verbliebene Teil der Aktivitäten der Gesellschaft, und zwar in Gestalt von Warenhäusern, die „The Bay“ (engl.) bzw. „La Baie“ (frz.) genannt wurden. Viele dieser Läden waren bis vor kurzem die einzigen in abgelegenen Ortschaften. In letzter Zeit sind viele dieser Geschäfte in Boutiquen umgewandelt worden. 1991 verzichtete die Bay nach Protesten von Tierschützern auf den Verkauf von Fellen, nahm diesen Geschäftszweig jedoch 1997 wieder auf. Tierschützer-Gruppen wie „Freedom for Animals“ führen Kampagnen, um den Verkauf erneut zu stoppen.
In den Jahren zwischen etwa 1920 und 1980 engagierte sich die HBC auch im Rohstoffhandel, vor allem Erdöl, und im Landhandel. 1939 versuchte sich die HBC sogar im Flugtransport, indem sie ein erstes Flugzeug erwarb. Der Seehandel mit eigenen Schiffen, der seit der Fahrt der Nonsuch von 1668 betrieben worden war, wurde 1987 aufgegeben, als die M.V. Kanguk verkauft wurde.
In den 1980er Jahren war die Hudson’s Bay Company zu 74 % im Eigentum des Zeitungsmagnaten Kenneth Thomson, 2. Baron Thomson of Fleet, der die wirtschaftlichen Aktivitäten der Handelskompanie mehr in das Energie- und Immobiliengeschäft verlagert hatte. Im Jahr 2006 übernahm Jerry Zucker das Unternehmen für 1,1 Milliarden kanadische Dollar und nahm es von der Börse. Nach seinem Tod im Jahr 2008 wurde es von seiner Witwe Anita Zucker an NRDC Equity Partners verkauft. 2012 wurde das Unternehmen erneut an die Börse gebracht.
Im Juni 2015 gab der deutsche Handelskonzern Metro Group bekannt, seine Warenhauskette Kaufhof zum September 2015 an die Hudson’s Bay Company zu verkaufen. Die Vereinbarung umfasst der Mitteilung zufolge das in Deutschland vor allem unter „Galeria Kaufhof“ sowie in Belgien unter „Galeria Inno“ operierende Warenhausgeschäft, außerdem die dazugehörenden Immobilien. Als Kaufpreis wurden 2,8 Mrd. Euro genannt.
Im Juli 2017 wurde bekannt, dass die Warenkreditversicherung Euler Hermes die Ausfallgarantien für Galeria Kaufhof drastisch gesenkt hat. Das deutsche Manager Magazin spricht dabei „von einer Krise, die sich schnell zuspitzen kann.“
Im September 2018 wurde bekannt, dass die Hudson’s Bay Company die angeschlagene Kaufhauskette Galeria Kaufhof in ein Joint Venture mit der österreichischen Signa Holding einbringen wolle, die bereits in den Jahren zuvor erfolgreich die insolvente Kaufhauskette Karstadt saniert hat. Der Zusammenschluss wurde später von der Wettbewerbsbehörde genehmigt und vollzogen. Zum neuen gemeinsamen Unternehmen von Signa und Hudson’s Bay Company (HBC), an dem Signa den Mehrheitsanteil von 50,01 % hielt, gehörten die Galeria Kaufhof, die Karstadt Warenhaus GmbH, das gesamte Einzelhandelsgeschäft von HBC Europe (Saks OFF 5TH, Galeria Inno in Belgien, Hudson’s Bay in den Niederlanden) und auch Karstadt Sports sowie der gesamte Lebensmittel- und Gastronomiebereich beider Unternehmen gehören.
Am 10. Juni 2019 gab die HBC bekannt, ihren Anteil am Gemeinschaftsunternehmen für 1,5 Milliarden Dollar an die Signa Holding zu veräußern, die damit Alleineigentümer wird. Die Transaktion sollte bis zum Herbst 2019 abgeschlossen werden.
Am 10. April 2024 gab die HBC-Muttergesellschaft NRDC Equity Partners bekannt, dass es in einem Konsortium zusammen mit der vom Unternehmer Bernd Beetz kontrollierten Schweizer Gesellschaft BB Kapital SA den deutschen Kaufhauskonzern Galeria Karstadt Kaufhof von der insolventen Signa Holding im Rahmen eines Insolvenzplans übernehmen und 70 Filialen weiterführen wolltel.
Innerhalb der Popkultur erfuhr die HBC Beachtung in einigen Historienserien, etwa in der Serie Frontier.

## Ende des Unternehmens
Im März 2025 teilte die Hudson’s Bay Company mit, dass Restrukturierungsbemühungen gemäß dem kanadischen Companies Creditors Arrangement Act bisher weitgehend gescheitert seien und beantragte beim Ontario Superior Court of Justice Gläubigerschutz. Im März 2025 kündigte die Hudson’s Bay Company die Schließung von 90 Warenhäusern an, 6 Flagship Stores unter anderem in Toronto und Montréal sollten weiterbetrieben werden.
Im April 2025 kündigte die Hudson’s Bay Company schließlich die endgültige Schließung aller Warenhäuser und Flagship Stores zum 1. Juni 2025 an.

## Gouverneure
- Ruprecht von der Pfalz, Herzog von Cumberland (1670–1682)
- Prince James, Duke of York (1683–1685)
- John Churchill, Earl of Marlborough (1685–1692)
- Stephen Evans oder Stephen Evance (1692–1696)
- William Trumbull (1696–1700)
- Stephen Evans (1700–1712)
- Bibye Lake, Sr. (1712–1743)
- Benjamin Pitt (1743–1746)
- Thomas Knapp (1746–1750)
- Atwell Lake (1750–1760)
- William Baker (1760–1770)
- Bibye Lake, Jr. (1770–1782)
- Samuel Wegg (1782–1799)
- James Winter Lake (1799–1807)
- William Mainwaring (1807–1812)
- Joseph Berens (1812–1822)
- John Henry Pelly (1822–1852)
- Andrew Wedderburn Colvile (1852–1856)
- John Shepherd (1856–1858)
- Henry Hulse Berens (1858–1863)
- Edmund Walker Head (1863–1868)
- John Wodehouse, 1. Earl of Kimberley (1868–1869)
- Stafford Henry Northcote (1869–1874)
- George Joachim Goschen (1874–1880)
- Eden Colvile (1880–1889)
- Donald Smith, 1. Baron Strathcona and Mount Royal (1889–1914)
- Thomas Skinner (1914–1915)
- Robert Molesworth Kindersley (1916–1925)
- Charles Vincent Sale (1925–1931)
- Patrick Ashley Cooper (1931–1952)
- William Keswick (1952–1965)
- Derick Heathcoat-Amory, 1. Viscount Amory (1965–1970)
- George T. Richardson (1970–1982)
- Donald S. McGiverin (1982–1994)
- David E. Mitchell (1994–1997)
- L. Yves Fortier (1997–2006)
- Jerry Zucker (2006–2008)
- Anita Zucker (2008)
- Richard Baker (seit 2008)